# Menachem Magidor
Menachem Magidor (hebräisch מנחם מגידור; * 24. Januar 1946 in Petah Tikva, Israel) ist ein israelischer Mathematiker, der sich insbesondere mit axiomatischer Mengenlehre und mathematischer Logik befasst.

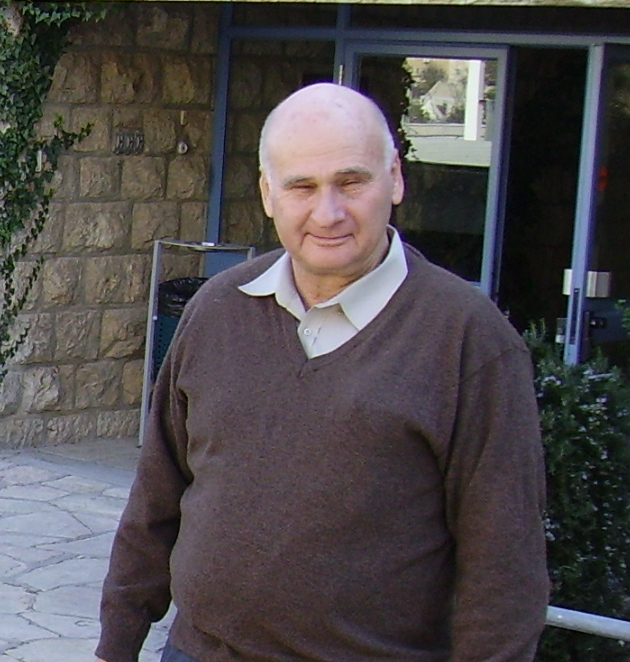
Menachem Magidor im Dezember 2006

Magidor promovierte 1973 bei Azriel Levy an der Hebrew University in Jerusalem (On Super Compact Cardinals). Später war er Professor an der Hebrew University und bis 2008 deren Präsident.
Von Magidor stammen wichtige Beiträge zur Theorie großer Kardinalzahlen, der Arithmetik der Kardinalzahlen und singulären Kardinalzahlen, der Forcing-Methode und zur nicht-monotonen Logik. Er war an der negativen Lösung der Vermutung der Singulären Kardinalzahlen, eines wichtigen Problems der Mengenlehre, beteiligt (mit Karel Prikry, Jack Silver, W. Hugh Woodin, Saharon Shelah, William J. Mitchell, Moti Gitik). Die Vermutung besagt, dass die kleinste Kardinalzahl, für die die Verallgemeinerte Kontinuumshypothese nicht gilt, eine singuläre Kardinalzahl ist. Mit Matthew Foreman und Saharon Shelah bewies er die Konsistenz einer 1988 eingeführten Verallgemeinerung von Martins Axiom, das sie Martins Maximum nannten.
2005 war er Gödel-Lecturer (Skolem-Löwenheim theorems for generalized logics). 1997 hielt er die Tarski Lectures (The Future of Set Theory: Is Gödel's Program Still Alive?). 1986 war er Invited Speaker auf dem Internationalen Mathematikerkongress in Berkeley (Large cardinals and small sets: a survey). 2016 wurde er zum Mitglied der American Academy of Arts and Sciences gewählt.

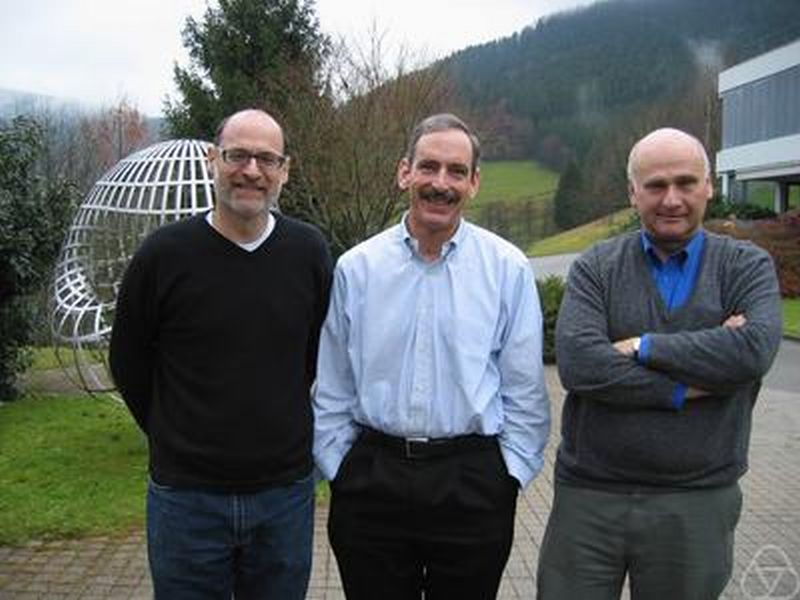
Sy Friedman (links), Hugh Woodin, Menachem Magidor (rechts), Oberwolfach 2005